# Nourek
Nourek (en russe : Нурек) ou Norak (en tadjik : Норак) est une ville au Tadjikistan. Sa population était estimée à 29 100 habitants en 2016. 

## Géographie
Nourek est arrosée par la rivière Vakhch et se trouve à l'altitude de 885 m. La ville est située à 51 km au sud-est de Douchanbé, la capitale. 

## Histoire
La ville a été fondée en 1960 à la suite de la construction de la centrale hydroélectrique de Nourek. Le barrage de Nourek, terminé en 1980, est le barrage le plus haut du monde (300 m). 
La ville dispose également, à la hauteur de 2 200 m, d'un Centre de contrôle de l'espace cosmique (en russe : ОЭУ СККП «Нурек»), autrement appelé le Centre « Okno », appartenant aux forces armées russes. 

## Population
Recensements (*) ou estimations de la population :
| 1939* | 1970*  | 1979*  | 1989*  | 2000*  | 2010*  | 2016   |
| ----- | ------ | ------ | ------ | ------ | ------ | ------ |
| 376   | 13 165 | 19 126 | 20 752 | 19 256 | 24 831 | 29 100 |